# Филиппов, Александр Александрович (разведчик)
Алекса́ндр Алекса́ндрович Фили́ппов (26 июня 1925, Сталинград — 23 декабря 1942, Сталинград) — разведчик, герой обороны Сталинграда.

## Биография
Александр Филиппов родился 26 июня 1925 в Сталинграде.
Жил на Дар-горе. Работал сапожником в артели имени Шаумяна, затем учеником слесаря на заводе «Красный Октябрь».
Во время Сталинградской битвы Саша Филиппов занимался разведкой. На его счету походы в тыл противника, диверсии. Переходил линию фронта 12 раз в самых напряжённых участках.
23 декабря 1942 года Саша Филиппов был схвачен гитлеровцами при проведении очередной операции. У виселицы ударил палача ногой в лицо и пустился в бегство, но конвойные догнали его и закололи штыком.
Повешен на дереве напротив Благовещенской церкви на Дар-горе. Последние слова разведчика были: «Всё равно наши придут и перебьют вас, как бешеных собак».  Вместе с ним были казнены Мария Ускова и Анна Гузенко. Похоронен в сквере, который теперь носит его имя.

## Награды
- Орден Красного Знамени (посмертно)
- Медаль «За оборону Сталинграда» (посмертно)

## Память

Могила, в которой похоронен Александр Филиппов, Мария Ускова и Анна Гузенко.

- Улица имени Героя в Ворошиловском районе Волгограда.
- Установлена мемориальная доска (ул. Саши Филиппова, 65)[4], надпись на которой гласит:«В этом доме родился и жил Саша Филиппов — комсомолец, юный разведчик, зверски замученный фашистами в 1942 году».

Саша Филиппов, комсомолец-разведчик, за активное участие в героической обороне Сталинграда и проявленную при этом стойкость и мужество посмертно награждён орденом Красного Знамени
Дата открытия доски — 9 мая 1965 года.
- Школа имени Героя в Волгограде.
- Сквер имени Героя в Волгограде
  - Могила Александра Филиппова [5]